# Julian Ocleppo
Julian Ocleppo (* 1. August 1997 in Monaco) ist ein italienischer Tennisspieler.

## Karriere
Ocleppo spielt hauptsächlich auf den unterklassigen Turnieren der ITF Future Tour und ATP Challenger Tour, wobei er im Doppel deutlich erfolgreicher ist. So konnte er noch keinen Einzelerfolg feiern, jedoch schon sechs Doppeltitel auf der Future Tour gewinnen. Trainiert wird er von seinem Vater Gianni Ocleppo, der früher selber Tennisprofi war. Seine Mutter ist die Designerin und Unternehmerin Dee Ocleppo.
Auf der Profitour spielte Ocleppo zu Beginn Future Turniere, wo er als 15-Jähriger sein erstes Turnier gewinnen konnte. Daraufhin bekam er für das Challenger-Turnier in Andria eine Wildcard für das Einzel- und Doppelfeld, schied jedoch jeweils in der ersten Runde aus. 2016 und 2017 spielte er wieder hauptsächlich Turniere auf der Future Tour. Lediglich in Recanati gelang ihm an der Seite von Andrea Vavassori der Sprung in ein Challengerfinale, das sie knapp im dritten Satz im Match-Tie-Break gegen die französische Paarung Jonathan Eysseric und Quentin Halys verloren.
2018 gelang Ocleppo sein erster Titelgewinn auf Challengerebene. Nachdem er zu Beginn des Jahres zwei Future Turniere gewinnen konnte, erhielt er mit Vavassori eine Wildcard für den Challenger in Francavilla al Mare. Im Finale konnten sie das zweitgesetzte Duo Ariel Behar und Máximo González in zwei Sätzen besiegen. Zu seinem Debüt auf der ATP World Tour kam er bei dem Masters-Turnier in Rom. Er erhielt erneut mit Vavassori eine Wildcard für das Doppelfeld, schied aber in der ersten Runde aus. Nach seinem zweiten Triumph auf der Challengertour in Mailand schaffte er mit dem 178. Rang zum ersten Mal den Sprung in die Top 200 der Weltrangliste.

## Erfolge
| Legende (Anzahl der Siege)  |
| Grand Slam                  |
| ATP World Tour Finals       |
| ATP World Tour Masters 1000 |
| ATP World Tour 500          |
| ATP World Tour 250          |
| ATP Challenger Tour (4)     |

### Doppel

#### Turniersiege
| Nr. | Datum            | Turnier             | Belag         | Partner          | Finalgegner                      | Ergebnis         |
| --- | ---------------- | ------------------- | ------------- | ---------------- | -------------------------------- | ---------------- |
| 1.  | 28. April 2018   | Francavilla al Mare | Sand          | Andrea Vavassori | Ariel Behar Máximo González      | 7:65, 7:63       |
| 2.  | 30. Juni 2018    | Mailand             | Sand          | Andrea Vavassori | Gonzalo Escobar Fernando Romboli | 4:6, 6:1, [11:9] |
| 3.  | 21. Juli 2018    | San Benedetto       | Sand          | Andrea Vavassori | Sergio Galdós Federico Zeballos  | 6:3, 6:2         |
| 4.  | 22. Februar 2020 | Bergamo             | Hartplatz (i) | Zdeněk Kolář     | Luca Margaroli Andrea Vavassori  | 6:4, 6:3         |